# Father's Favorite
Father's Favorite est un film muet américain réalisé par Allan Dwan et sorti en 1912.

## Synopsis
John Allen est un ranchman prospère qui a définitivement préfiguré le destin de ses deux fils. Tim est conçu pour être un travailleur, tandis que John Jr. doit devenir un gentleman.

## Fiche technique
- Réalisation : Allan Dwan
- Date de sortie : États-Unis : 3 octobre 1912

## Distribution
- J. Warren Kerrigan : Tim Allen
- Pauline Bush
- Marshall Neilan : John Allen Jr.